# Korkiakloppi
Korkiakloppi är öar i Finland. De ligger i Skärgårdshavet och i kommunen Gustavs i landskapet Egentliga Finland, i den sydvästra delen av landet. Öarna ligger omkring 63 kilometer väster om Åbo och omkring 210 kilometer väster om Helsingfors.
Arean för den av öarna koordinaterna pekar på är 0,6 hektar och dess största längd är 120 meter i nord-sydlig riktning. Runt Korkiakloppi är det mycket glesbefolkat, med 7 invånare per kvadratkilometer. Närmaste större samhälle är Nystad, 15,3 km nordost om Korkiakloppi.